# 天龙八部 (小说)
《天龍八部》是作家金庸筆下魁宏複雜的一部武俠小說作品。創作初衷以佛教的神話生物象徵，譜寫8個主角，各自成章最後交織為一。連載時逐漸發展成多線敍事、伏筆綿密的群像連續劇，以大理段氏、姑蘇慕容、蕭峯身世、逍遙派為核心，前後達30年的家仇國恨的史詩悲劇與佛學寓言。本書橫跨地域廣闊，牽涉民族與個人的深刻情感矛盾。

## 背景時空
在新修版《釋名》中，金庸寫道：“本書故事發生于北宋哲宗元祐、紹聖年間，公元1094年前後。”以新修版為準，整个故事發生在从公元1092年元旦左右到公元1095年底4年左右的時間内。小說中共出現過3次明確的紀年：第1次是甘寶寶送來鍾靈的生辰八字，鍾靈出生于乙卯年十二月初五，即公元1076年元月，第2次是少林大會召開于甲戌年十一月初十，即公元1094年12月，第3次則是刀白鳳告知段延慶段譽的生日是壬子年十一月二十三，即公元1073年元月。小說開頭段譽結識鍾靈時，兩人的對話中表明鍾靈16歲，段譽19歲，後段正淳回憶自己16年前的春天遇到甘寶寶，年底甘寶寶生鍾靈，因此可以確定故事開始于辛未年年底（即公元1092元旦左右）。天龍寺一戰後，鳩摩智耗時一個半月把段譽從大理帶到蘇州（逼段譽默寫六脈神劍劍譜時已“行二十餘日”，“自此一路向東，又行了二十餘日”），其時為公元1092年3月（杏花花期），段譽與蕭峯結拜時為19歲，蕭峯比他大11歲為30歲，冬天，蕭峯誤傷阿紫，“次年初夏”，即公元1093年5月，蕭峯獵熊時遇耶律洪基，2人結拜，蕭峯自稱31歲，耶律洪基大他8歲為39歲，當年秋季，蕭峯助遼帝平叛，冬天游坦之行刺，又次年（公元1094年），虛竹在西夏皇宫遇公主時24歲（少林寺大會上葉二娘也說他24歲），同年稍後與段譽結拜時比段譽大3歲，段譽應該為21歲，十一月初十，少林寺武林盟主大會，再下一年（公元1095年）3月清明，銀川公主招親，5月段譽回到大理繼位，秋天蕭峯被囚，一个半月後被群雄救出，蕭峯自殺、慕容復發瘋。當年年底在雁門關外整個故事完結。據史料記載，段譽原型出生于1083年，比小說中人小10歲，耶律洪基出生于1032年，比小說中人大22歲，而楚王叛亂發生于公元1063年，比小說中早了30年，歷史上宋哲宗于公元1093年親政，小說中則為1095年。另外宋朝時中原人習慣採用虛歲計齡，而小說中則採用周歲。

## 創作梗概
寫作初衷是以佛教「天龍八部」的神話生物形象，譜寫8個主角、8段故事，各自成章最後互相交織。因在報紙連載，後來逐漸發展成群像多線敍事、伏筆綿密，牽涉家仇國恨、地域橫跨廣闊，前後30年的的史詩式悲劇。然而，角色對應的八部原型，神髓仍然可循。影視改編多以喬峰、段譽、虛竹，結拜3兄弟合稱主人翁。原著從段譽開首帶入，從不愛習武到誤打誤撞練成深厚功力、邂逅多位心儀對象姊姊妹子，家世大理段氏又與與諸般人事息息相關，最後脫穎成長登基稱帝，屬於作者授意的明面男主角，虛竹於第3部末才稍作登場，經歷奇遇單獨成篇符合主角待遇，但故事線即使分拆或刪去也不影響全書結構，新修版前更沒仔細交代過日後去向，加上金庸對其描寫不具備傳統主角的大器、俊美條件，故惹來是否只屬半個主角或大配角的討論，喬峰自第2部登場，形成主線描寫頗長時間，身世之謎更是貫穿全書的核心事件，最終章悲壯自盡結束一生，其俠之大者的作風磊落豪爽，長年成為讀者心中人氣最高的領軍角色，「燕子姑蘇」慕容復正式登場時間較晚，但身影早已遍佈書中前段每個角落，作為段、蕭2人的對應反派，父輩均與故事中的背景陰謀千絲萬縷，流通多年深入民心的修訂本是以慕容復發瘋作為結局，因此不少讀者視齊名天敵「南慕容，北喬峰」(一生的起跌) 為實質雙核心。這樣敍事手法在金庸筆下屢見不鮮。
女主角方面，則主要描寫王語嫣、阿紫、阿朱、木婉清、鍾靈。

### 段譽
段譽—大理國「鎮南王」段正淳的世子，名義父親尊貴多情，生父卻是毀容斷足心懷深仇的「四大惡人之首」，際遇與名義父親一樣處處留情。涉足江湖後與蕭峯、虛竹義結金蘭，排行三弟。從小熟讀諸子百家經典，屬於粉臉俊美的書獃子。雖然生為皇族，但全無架子、性格樂觀善良。因厭惡殺生而不願學武並離家出走，因緣際會墮入無量山後湖底密室，得到秘籍練成絕頂輕功凌波微步、以及無意中源源不絕吸取他人功力的北冥神功，因此獲得渾厚內功，施展六脈神劍雖然不甚穩定，但劍氣隔空傷敵威能極大，另有伯父段正明傳授的「導氣歸虛」內功心法。期間多有邂逅心儀的妹子，直至最後母親「玉虛散人」刀白鳳吐露真相，生父乃被廢太子段延慶，因此得以與眾姑娘成親，没有亂倫的問題。結尾脫穎成長登基稱帝，登基時年號日新。世紀新修版結局與王語嫣、木婉清、鍾靈的關係有所修改。

### 慕容復
慕容復—姑蘇慕容氏，燕子塢貴公子，鮮卑族後裔，世人眼裡人中龍鳳、面如冠玉，舉止閑雅、姿態雍容自若，實質卻剛愎自負、心胸狹隘，正是名過於實。一生以復國為目標，雖然正式登場時間較晚，但身影遍佈書中每個篇幅，其家族貫穿背後30年的大陰謀。憑藉家傳絕學「斗轉星移」，一技「以彼之道，還施彼身」，贏得「北喬峰，南慕容」齊名，聲望深入人心。實質卻是氣量狹隘、名過於實，登場後與段譽有著競爭關係。本來天資不凡、江湖新輩之中可傲視同儕，可惜沒專注於武學上，後來於招攬人心上一再下錯棋子，越鬥越狠萬劫不復，甚至假意拜段延慶為義父，最終落得個眾叛親離的下場，一手好牌打得稀爛，皇帝夢碎悲劇撒花。多年流行的修訂版，一直以慕容復變成瘋癲為全書作結，被視為《天龍八部》4大男主角之一，與蕭峰同為本書立意的「雙核心」描寫。

### 喬
喬—丐幫幫主，武功蓋世，降龍十八掌威震武林。身材魁偉、濃眉大眼、高鼻闊口、一張四方的國字臉，顧盼之際極有威勢，俠之大者的作風磊落豪爽，長年成為讀者心中人氣最高的領軍角色。路上遇到段譽、虛竹，意氣相投義結金蘭，排行大哥。受喬三槐夫婦撫養成長，因被揭發身世為契丹人，受到漢地江湖中人諸般誣衊和唾棄。與阿朱共患難後培養出深刻感情，同時恢復原姓蕭氏。但遭人設計誤導以為段正淳是「帶頭大哥」，阿朱擔心蕭峯若開罪大理段氏會後患無窮，遂易容成自己生父相會並被親手誤殺，臨逝前囑咐照看妹妹阿紫。阿紫情傾姐夫，但蕭峯對阿朱專念不忘，亦不太喜歡阿紫的蛇蠍之心，不過仍然攜她同行。後來到訪女真族部落，又與遼國君主耶律洪基結為兄弟，并在平亂中立下大功，被封為「南院大王」。率領「燕雲十八騎」重返中原，於少室山一戰霸氣盡露，並解開身世之謎。最終為阻止遼國入侵宋國而反叛，有感忠義兩難全，遂於雁門關自殺了結悲劇一生。

### 虛竹
虛竹—性格木訥老實、相貌醜陋、濃眉大眼、鼻孔上翻、雙耳招風、嘴唇甚厚、不善詞令。初登場是少林派弟子，因緣際會破了珍瓏棋局，被無崖子強行將少林內功廢掉，再將70年內力打進體內，成為逍遙派掌門。後來得到天山童姥傳授天山六陽掌、天山折梅手，並且成為靈鷲宮新尊主，卻也因此被逐出少林。少室山一戰，得知自己是少林派方丈玄慈、四大惡人之一葉二娘之私生子。西夏銀川公主招駙馬時與在冰窖失身的「夢姑」相認，成為西夏開國皇帝李元昊之孫女婿、西夏皇太妃李秋水的師侄兼孫女婿。少林派慧輪、逍遙派掌門無崖子徒弟，少林派玄字輩僧人的師姪孫，少林派慧字輩僧人、天山童姥的師姪，蘇星河、丁春秋的師弟，「函谷八友」的師叔，結拜兄弟是蕭峰、段譽。

## 八部對應
| 人物           | 原型 |
| -------------- | --- |
| 乔峰           | 天眾與對應慕容復的阿修羅衝突，天眾有美食（帝位）而阿修羅有美女（王語嫣）而互相爭奪。抑或是逍遙派，這群絕頂之人，因為被欲望奴役，全都逃不過天人五衰的悲慘下場。 |
| 段誉           | 龍眾 |
| 虛竹           | 夜叉 |
| 阿朱           | 達婆 |
| 慕容復、王語嫣 | 阿修罗 |
| 鳩摩智         | 迦楼罗 |
| 阿紫           | 紧那罗 |
| 游坦之         | 摩呼羅伽 |

- 另外2位女主角木婉清、鍾靈最終並無明確對應「八部」，惟部分觀點指連載版時，前者角色設定擬為乾達婆。
- 龍眾廣義可包括「大理段氏」。
- 夜叉身份，一說為「四大惡人」，反之摩呼羅伽，也有指是虛竹。

## 章回目錄
下列回目為修訂版與新修版的回目。
| - 第一回 青衫磊落險峰行 - 第二回 玉壁月華明 - 第三回 馬疾香幽 - 第四回 崖高人遠 - 第五回 微步縠紋生 - 第六回 誰家子弟誰家院 - 第七回 無計悔多情 - 第八回 虎嘯龍吟 - 第九回 換巢鸞鳳 - 第十回 劍氣碧煙橫 - 第十一回 向來癡 - 第十二回 從此醉 - 第十三回 水榭聽香 指點群豪戲 - 第十四回 劇飲千杯男兒事 - 第十五回 杏子林中 商略平生義 - 第十六回 昔時因 - 第十七回 今日意 - 第十八回 胡漢恩仇 須傾英雄淚 - 第十九回 雖萬千人吾往矣 - 第二十回 悄立雁門 絕壁無余字 - 第二十一回 千里茫茫若夢 - 第二十二回 雙眸粲粲如星 - 第二十三回 塞上牛羊空許約 - 第二十四回 燭畔鬢雲有舊盟 - 第二十五回 莽蒼踏雪行 |  | - 第二十六回 赤手屠熊搏虎 - 第二十七回 金戈蕩寇鏖兵 - 第二十八回 草木殘生顱鑄鐵 - 第二十九回 蟲豸凝寒掌作冰 - 第三十回 揮灑縛豪英 - 第三十一回 輸贏成敗 又爭由人算 - 第三十二回 且自逍遙沒誰管 - 第三十三回 奈天昏地暗 斗轉星移 - 第三十四回 風驟緊 縹緲峰頭雲亂 - 第三十五回 紅顏彈指老 剎那芳華 - 第三十六回 夢裏真真語真幻 - 第三十七回 同一笑 到頭萬事俱空 - 第三十八回 糊塗醉 情長計短 - 第三十九回 解不了 名韁係嗔貪 - 第四十回 卻試問 幾時把癡心斷 - 第四十一回 燕雲十八飛騎 奔騰如虎風煙舉 - 第四十二回 老魔小丑 豈堪一擊 勝之不武 - 第四十三回 王霸雄圖 血海深恨 盡歸塵土 - 第四十四回 念枉求美眷 良緣安在 - 第四十五回 枯井底 污泥處 - 第四十六回 酒罷問君三語 - 第四十七回 為誰開 茶花滿路 - 第四十八回 王孫落魄 怎生消得 楊枝玉露 - 第四十九回 敝屣榮華 浮雲生死 此身何懼 - 第五十回 教單折箭 六軍辟易 奮英雄怒 |

### 回目成词
修訂版中，金庸擬撰回目別樹一幟，各部小說形式各異。《天龍八部》的回目除了對應該回的內容，每冊十個回目合起來就是一首宋詞。《天龍八部》（修訂版）合計五冊，金庸就填了五首詞，分別調寄詞牌少年遊（寫段譽）、蘇幕遮（轉寫喬峯）、破陣子（寫蕭峯）、洞仙歌（寫慕容復、虛竹）、水龍吟（寫蕭峯、慕容復、段譽、虛竹）。
| 少年遊·本意 青衫磊落險峰行，玉壁月華明。馬疾香幽，崖高人遠，微步縠紋生。 誰家子弟誰家院，無計悔多情。虎嘯龍吟，換巢鸞鳳，劍氣碧煙橫。 |

| 蘇幕遮·本意 向來痴，從此醉。水榭聽香，指點群豪戲。劇飲千杯男兒事。杏子林中，商略平生義。 昔時因，今日意。胡漢恩仇，須傾英雄淚。雖萬千人吾往矣。悄立雁門，絕壁無餘字。 |

| 破陣子 千里茫茫若夢，雙眸粲粲如星。塞上牛羊空許約，燭畔鬢雲有舊盟。莽蒼踏雪行。 赤手屠熊搏虎，金戈蕩寇鏖兵。草木殘生顱鑄鐵，蟲豸凝寒掌作冰。揮灑縛豪英。 |

| 洞仙歌 輸贏成敗，又爭由人算。且自逍遙沒誰管。奈天昏地暗，斗轉星移。風驟緊，縹緲峰頭雲亂。紅顏彈指老，剎那芳華。 夢裡真，真語真幻。同一笑，到頭萬事俱空。糊塗醉，情長計短。解不了，名韁繫嗔貪。卻試問，幾時把痴心斷。 |

| 水龍吟 燕雲十八飛騎，奔騰如虎風煙舉。老魔小丑，豈堪一擊，勝之不武。王霸雄圖，血海深恨，盡歸塵土。念枉求美眷，良緣安在。枯井底，污泥處。 酒罷問君三語，為誰開，茶花滿路。王孫落魄，怎生消得，楊枝玉露。敝屣榮華，浮雲生死，此身何懼。教單于折箭，六軍辟易，奮英雄怒。 |

## 版本
- 連載版：1963年9月3日起在《明報》和新加坡《南洋商報》同時連載，歷經四年。金庸曾在連載期間外遊，請來倪匡代筆約一個月（四萬餘字），内容是慕容复和丁春秋在客店中灑酒大战，其间阿紫的眼睛被弄瞎。外間謠傳多年此舉出於倪匡個人對阿紫厭惡，實際上卻只是出於劇情合理性，倪老本人甚至在短評《天》書時，曾寫下「別怪阿紫，她有苦衷」一句。

- 修訂版：1978年结集出版时，金庸删去了倪匡写的大部分，但保留丁春秋弄瞎阿紫眼睛的情节，并在后文治好阿紫的眼睛。最後定本共五十回，回目標題連成五闋詞。修訂版於同年由臺灣遠景出版發行。

- 新修版：2005年世紀新修版中內容及結局有所改動，為金庸當中改變幅度最大。包括：王語嫣最後跟隨慕容復，而非與段譽終成眷侶；豐富蕭遠山及慕容博的生平往事；補寫蕭峯傳予虛竹「降龍十八掌」的情節；段譽與阿碧的義兄妹之情；無崖子、天山童姥、李秋水、丁春秋的多角戀，以及修正部分人物角色性格等等。

## 評價
關於《天龍八部》一書，陳世驤評價說：「然實一悲天憫人之作也......讀《天龍八部》必須不流讀，牢記住楔子一章，就可見「冤孽與超度」都發揮盡致。書中的人物情節，可謂無人不冤，有情皆孽，要寫到盡致非把常人常情都寫成離奇不可；書中的世界是朗朗世界到處藏著魍魎和鬼蜮，隨時予以驚奇的揭發與諷刺，要供出這樣一個可憐芸芸眾生的世界，如何能不教結構鬆散？這樣的人物情節和世界，背後籠罩著佛法的無邊大超脫，時而透露出來。而在每逢動人處，我們會感到希臘悲劇理論中所謂恐怖與憐憫。」
新修版《天龍八部》改編涉及劇情及人物性格，引起讀者及網友爭議，評價好壞兩極。
《射鵰英雄傳》曾經提及喬峯為洪七公的前任者；段譽為段智興（一燈大師）的祖父和祖先，以及大理段氏的過去事蹟，因此本書亦可視為「射鵰三部曲」前傳。

## 改編作品

### 电影
- 1977年，《天龍八部》，香港邵氏公司，導演鮑學禮，編劇倪匡，李修賢飾段譽，恬妮飾木婉清，林珍奇飾鍾靈，思維飾段正淳，夏萍飾甘寶寶，徐少強飾古篤誠，楊澤霖飾褚萬里，元華飾神農幫弟子

- 1982年，《幫規》，香港邵氏公司，導演徐小明，惠天賜、戴良純、谷鋒、白彪、陳觀泰、梁小龍[8]

- 1984年，《天龍八部》，香港新世紀影業公司，導演蕭笙，梁家仁飾喬峯，湯鎮業飾段譽，黃日華飾虛竹，陳玉蓮飾王語嫣，石修飾慕容復，高雄飾鳩摩智，林珍奇飾阿朱[9]

- 1994年，《新天龍八部之天山童姥》，香港永盛電影公司，導演錢永強，編劇張炭，林青霞飾李滄海/李秋水，鞏俐飾天山童姥，張敏飾阿紫，徐少強飾丁春秋，林文龙飾虛竹

- 2023年，《天龍八部之喬峰傳》，中國无限自在文化传媒，導演甄子丹，甄子丹飾喬峯，陈钰琪飾阿朱，刘雅瑟飾阿紫，吴樾飾慕容复，王君馨飾馬夫人康敏

### 電視劇
| 年份     | 1982年 之 •六脈神劍 •虛竹傳奇 | 1990年       | 1997年                | 2003年                              | 2013年                    | 2021年                               |
| 名稱     | 天龍八部                      | 天龍八部     | 天龍八部              | 天龍八部                            | 天龍八部                  | 天龍八部                             |
| 電視台   | 無綫電視                      | 中國電視公司 | 無綫電視              | 江蘇省廣播電視總台 九洲音像出版公司 | 浙江华策影视 东阳大千影视 | 新麗傳媒                             |
| 地區     | 香港                          | 臺灣         | 香港                  | 中國大陸                            | 中國大陸                  | 中國大陸                             |
| 集數     | 50集                          | 20集         | 45集                  | 40集                                | 54集                      | 50集                                 |
| 監製     | 蕭笙                          | 周遊         | 李添勝                | 张纪中                              | 盛林镇 梁东 谢琪          | 庄殿君 韩志杰 徐佳                   |
| 角色     | 演員                          | 演員         | 演員                  | 演員                                | 演員                      | 演員                                 |
| 喬峰     | 梁家仁                        | 惠天賜       | 黃日華 (童年：胡耀峯) | 胡軍                                | 鍾漢良                    | 楊祐寧 (童年：袁近輝) (16歲：胡世卿) |
| 段譽     | 湯鎮業                        | 關禮傑       | 陳浩民                | 林志穎                              | 金起範                    | 白澍                                 |
| 虛竹     | 黃日華                        | -            | 樊少皇                | 高虎                                | 韓棟                      | 張天陽                               |
| 慕容復   | 石修                          | 崔浩然       | 張國強                | 修慶                                | 宗峰岩                    | 高泰宇                               |
| 王語嫣   | 陳玉蓮                        | 宋岡陵       | 李若彤                | 劉亦菲                              | 張檬                      | 文詠珊                               |
| 阿朱     | 黃杏秀                        | 張詠詠       | 劉錦玲                | 劉濤                                | 賈青                      | 蘇青                                 |
| 阿紫     | 陳復生                        | 張詠詠       | 劉玉翠                | 陳好                                | 賈青                      | 何泓姗                               |
| 木婉清   | 楊盼盼                        | 邱淑宜       | 趙學而                | 蔣欣                                | 趙圓瑗                    | 劉美彤                               |
| 鍾靈     | 黃杏秀                        | 戈偉如       | 何美鈿                | 楊蕊                                | 毛曉彤                    | 孫雅麗                               |
| 游坦之   | 甘國衛                        | 林智洋       | 麥長青                | 馬浴柯                              | 劉潮                      | 杜厚佳                               |
| 丁春秋   | 劉克宣                        | 鹿峰         | 招石文                | 申軍誼                              | 張仲興                    | 苗皓鈞                               |
| 段延慶   | 劉兆銘                        | 龍天翔       | 李鴻傑                | 計春華                              | 杜玉明                    | 孫瑋                                 |
| 阿碧     | 黃敏儀                        | 阮曉燕       | 趙靜儀                | 王禕                                | 華嬌                      | 蒿雨雨                               |
| 夢姑     | 胡祖兒                        | -            | 黃紀瑩                | 王海珍                              | 王雅慧                    | 楷旋                                 |
| 康敏     | 林建明                        | 韓羚         | 雪梨                  | 鍾麗緹                              | 張馨予                    | 朱珠                                 |
| 段正淳   | 謝賢                          | 樊日行       | 潘志文                | 湯鎮宗                              | 劉錫明                    | 邱心志                               |
| 段正明   | 張英才                        | 金浩         | 江漢                  | 呂士剛                              | 郭凱敏                    | 沈曉海                               |
| 刀白鳳   | 梁珊                          | 陳曼玲       | 呂有慧                | 高遠                                | 阎青妤                    | 徐冬冬                               |
| 李青蘿   | 李琳琳                        | 張瑠瓊       | 李若彤                | 王璐瑤                              | 王宣予                    | 馬雅舒                               |
| 甘寶寶   | 呂有慧                        | 劉筱萍       | 李桂英                | 阮丹寧                              | 陳秀麗                    | 王婉娟                               |
| 秦紅棉   | 黃文慧                        | 蕭惠         | 馮曉文                | 彭丹                                | 舒硯                      | 黃奕                                 |
| 阮星竹   | 白茵                          | 朱麗英       | 馬清儀                | 李勇勇                              | 張譯木                    | 劉玉翠                               |
| 無崖子   | 鄭君綿                        | -            | 李成昌                | 許還山                              | 蘇有朋                    | 崔鵬                                 |
| 李秋水   | 黎少芳                        | 宋岡陵       | 蘇恩磁                | 謝雨欣                              | 賈靜雯                    | 孟麗                                 |
| 天山童姥 | 王愛明                        | 易虹         | 陳安瑩                | 舒暢                                | 金銘                      | 曾一萱                               |
| 鳩摩智   | 張雷                          | 楊雄         | 李國麟                | 巴音                                | 盧勇                      | 朱曉漁                               |
| 蕭遠山   | 石堅                          | 高沖霄       | 黃日華                | 張謙                                | 梁家仁                    | 孫瑋                                 |
| 慕容博   | 關海山                        | 高振鵬       | 駱應鈞                | 任舞                                | 馮進高                    | 王同輝                               |

## 电脑游戏
- 天龍八部 (2002年游戏)
- 天龙八部 (2007年游戏)
- 天龍八部之六脉神剑 (游戏)
- 天龍八部 (MUD)

## 手機游戏
- 天龍八部3D 專頁（页面存档备份，存于）（繁體中文）